# Listerby församling
Listerby församling var en församling i Karlskrona-Ronneby kontrakt, Lunds stift och Ronneby kommun. Församlingen utökades 2002 för att 2010 uppgå i Ronneby församling.  
Församlings kyrka var Listerby kyrka. 2002 tillkom så Edestads kyrka, Förkärla kyrka och Hjortsberga kyrka.

## Administrativ historik
Församlingen har medeltida ursprung med en kyrka från 1200-talet.
Församlingen var moderförsamling i ett pastorat med Förkärla församling fram till och med 1961. Från 1962 utökades pastoratet med Hjortsberga församling och Edestads församling. År 2002 uppgick pastoratets övriga församlingar i Listerby församling som sedan 1 januari 2010 uppgick i Ronneby församling.
Församlingskod var 108107.

## Kyrkobyggnader

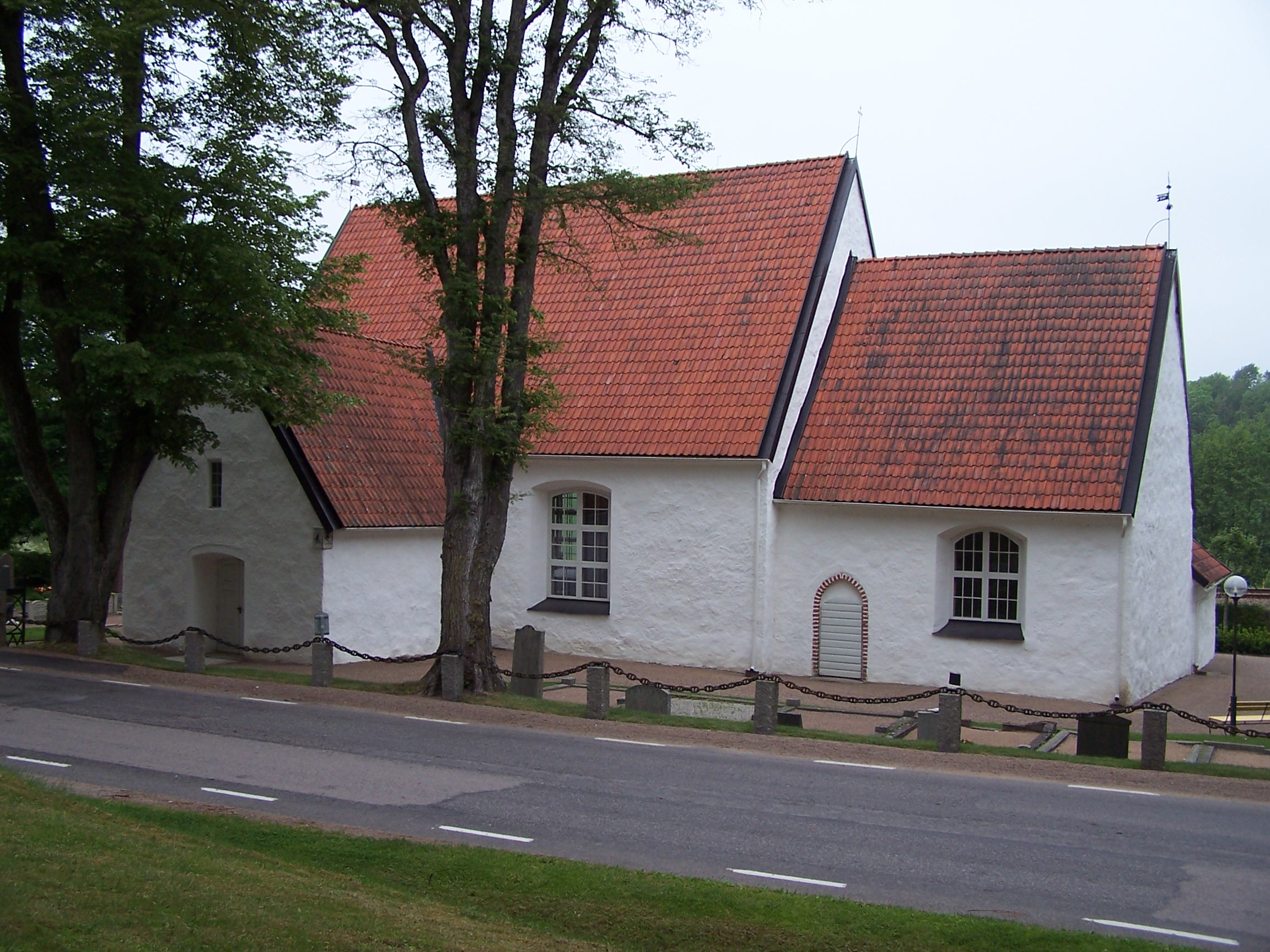
Edestads kyrka
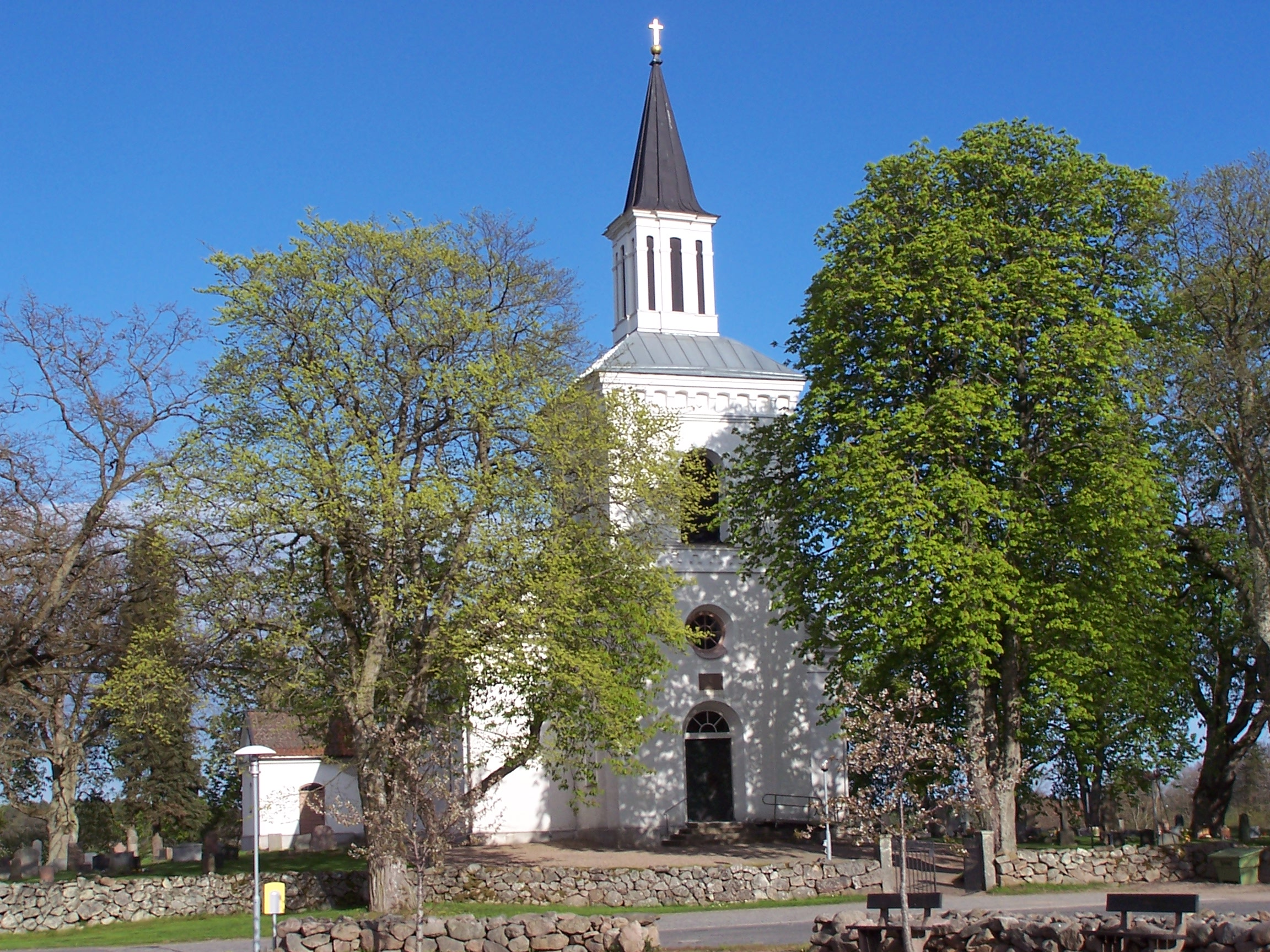
Förkärla kyrka
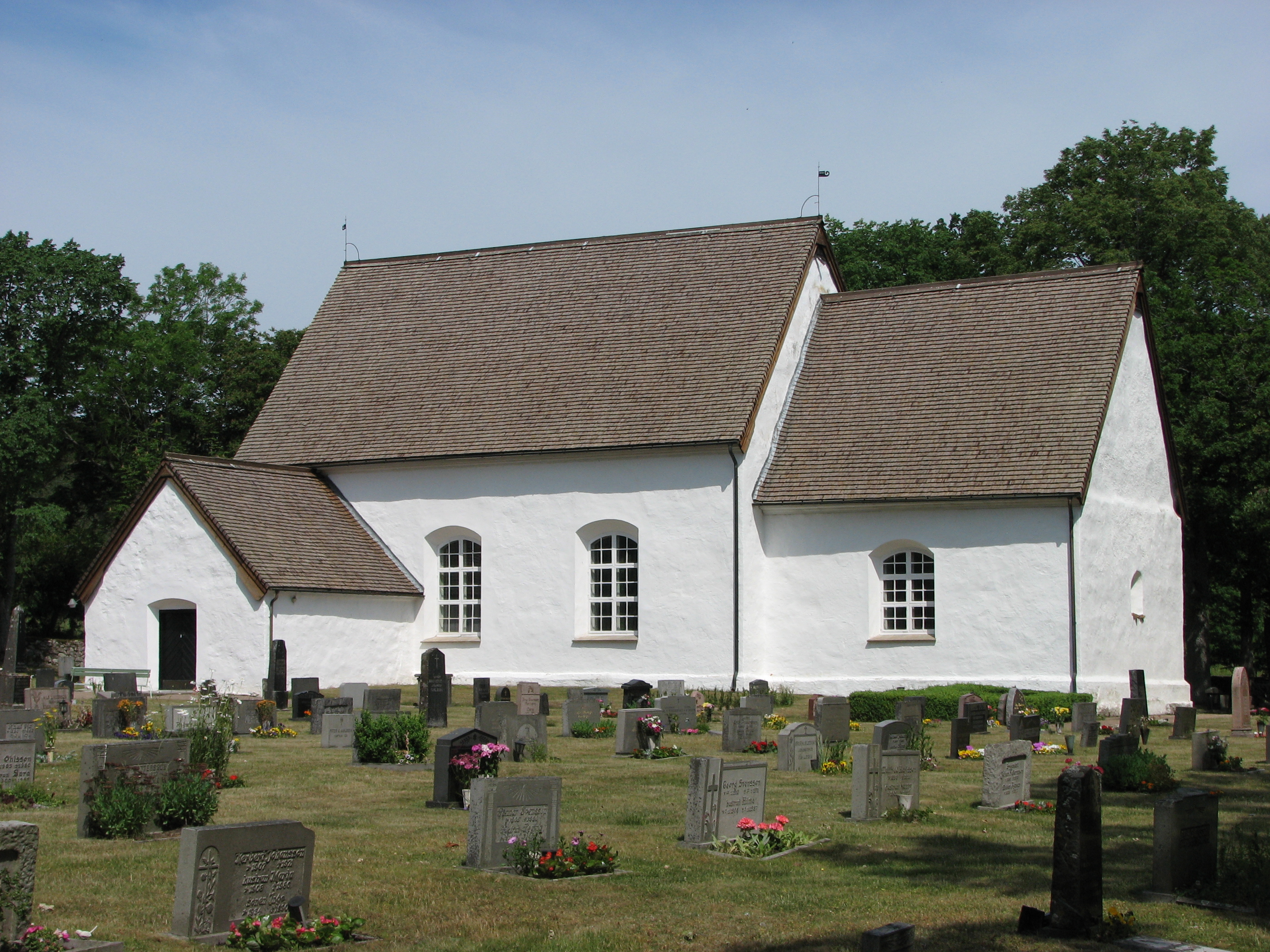
Hjortsberga kyrka
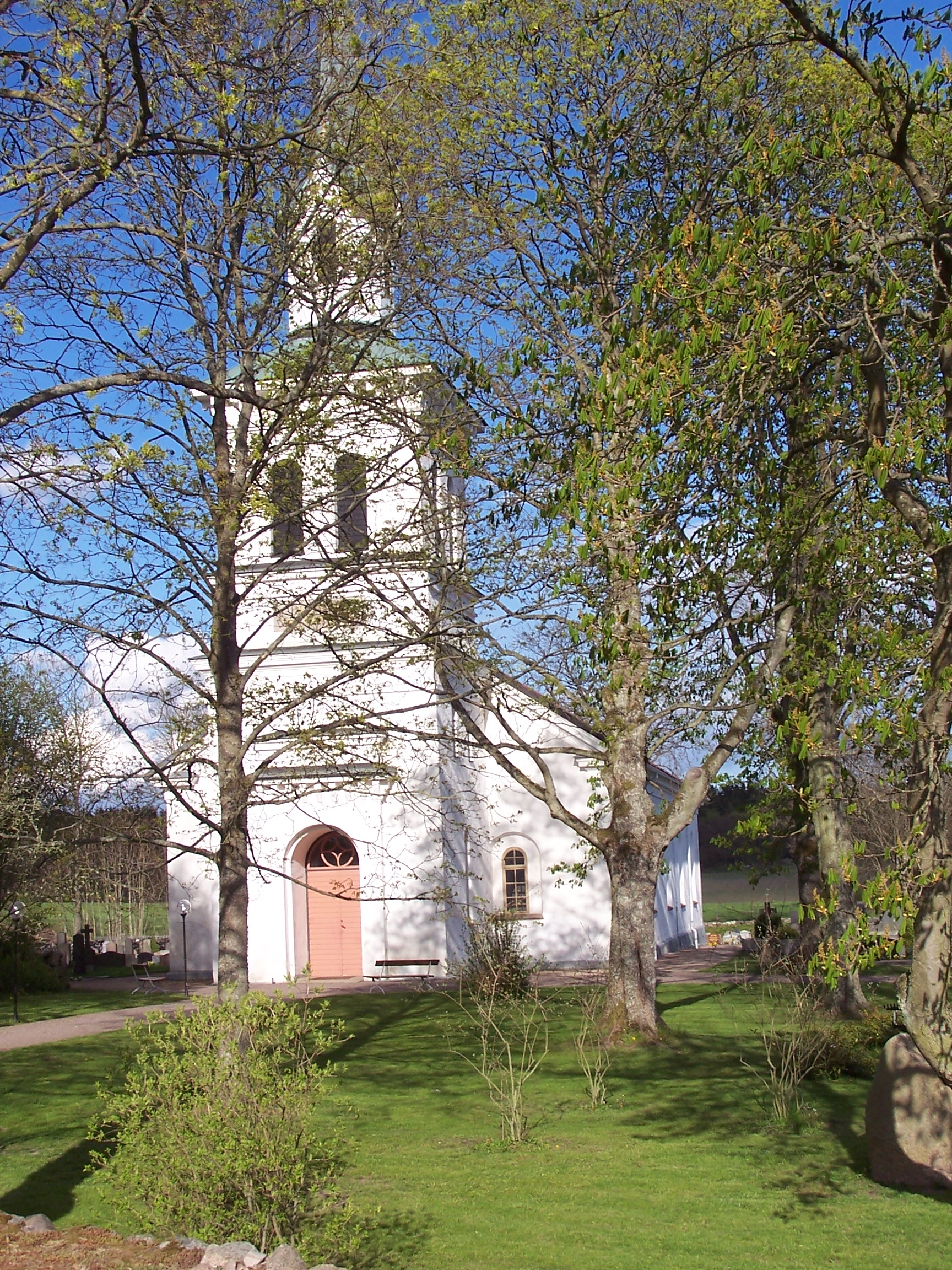
Listerby kyrka

## Series pastorum
| Ämbetstid  | Namn                    | Levnadstid | Övrigt                    |
| ---------- | ----------------------- | ---------- | ------------------------- |
| 1584, 1595 | Povell Bertilsen        |            | Har omnämnts dessa årtal. |
| 1610, 1633 | Bertil Povelsjon        |            | Har omnämnts dessa årtal. |
| 1642–1655  | Jacob Pedersen Strobius |            |                           |
| 1658–1692  | Johan Pederssen Bruun   |            |                           |
| 1692–1715  | Petrus Swan             |            |                           |
| 1716–1730  | Israel Kjellberg        |            |                           |
| 1731–1757  | Benedictus Gunnerus     |            |                           |
| 1760–1788  | Ingemar Appelquist      | –1788      |                           |
| 1790–1821  | Johan Bernhard Wolff    | 1740–1821  |                           |
| 1821–1822  | Salomon Appelquist      |            |                           |
| 1822–1835  | Carl Fredrik Ödman      | 1760–1835  |                           |
| 1838–1858  | Magnus Sjöberg          | 1779–1858  |                           |
| 1859–1868  | Nils Lindstedt          | 1808–1868  |                           |
| 1871–1897  | Anders Johan Andersson  | 1817–1897  |                           |
| 1899–1917  | Carl Edward Pira        | 1864–1917  |                           |
| 1918–1946  | Axel Levan              | 1883–1946  |                           |
| 1946–1975  | Gunnar Olsson           | 1910–1983  |                           |
| 1975–1983  | Bo Hallberg             | 1922–1999  |                           |
| 1983–1987  | Hans-Lennart Hartler    | 1934–      |                           |
| 1988–1991  | Sven Alsparr            | 1925–2000  |                           |
| 1991–1997  | Jösta Björling          | 1950–      |                           |
| 1990–2009  | Monika Sidenmark        | 1949–      |                           |

## Kantorer och klockare
Kantorerna i Listerby var bosatt på Klockarbostället under Listerby nummer 1. Åtminstone fram till år 1940.
| Ämbetstid | Namn                          | Levnadstid | Övrigt              |
| --------- | ----------------------------- | ---------- | ------------------- |
| 1722–1731 | Carl Biörckman                | –1731      | Klockare            |
| 1733–1787 | Åke Lychovius                 | 1714–1787  | Klockare            |
| 1805      | Carl Appelqvist               |            | Klockare            |
| 1806–1807 | Åke Johnsson                  | 1736–      | Vice klockare       |
| 1811–1854 | Johan Holmberg                | 1779–1854  | Klockare och kantor |
|           | Carl Johan Holmberg           | 1815–      | Vice kantor         |
| 1862–1906 | Pehr Theofil Lagerstedt       | 1836–1906  |                     |
| 1908–1916 | Carl Henrik Theodor Sahlsberg | 1869–1960  |                     |
| 1916–1920 | Elma Löwegreen                | 1893–1983  |                     |
| 1920–1928 | Ernst Finnborg                | 1890–1986  |                     |
| 1928–1974 | Gudmar Jäderlund              | 1903–1977  |                     |

## Kyrkväktare
| Ämbetstid | Namn           | Levnadstid | Övrigt |
| --------- | -------------- | ---------- | ------ |
| 1848–1860 | Peter Carlsson | 1804–      |        |